# Caecostenetroides ascensionis
Caecostenetroides ascensionis là một loài chân đều trong họ Gnathostenetroididae. Loài này được Vonk & Stock miêu tả khoa học năm 1991.